# Supercopa de Andorra
La Supercopa de Andorra es una competición fútbolística de Andorra que enfrenta anualmente a los campeones de la liga andorrana y de la Copa Constitució. Si un equipo hace un doblete (Copa y Liga), el partido de supercopa se disputa entre el campeón de ambos torneos y el subcampeón de la Primera División.
Se disputa desde el año 2003, a principio de temporada y a partido único, en el Estadio Nacional de Andorra en Andorra la Vieja.

## Palmarés
| Temporada | Campeón               | Resultado      | Subcampeón              |
| --------- | --------------------- | -------------- | ----------------------- |
| 2003      | FC Santa Coloma       | 3-2 (pr.)      | UE Sant Julià           |
| 2004      | UE Sant Julià         | 2-1            | FC Santa Coloma         |
| 2005      | FC Santa Coloma       | 1-0            | UE Sant Julià           |
| 2006      | FC Rànger's           | 4-3 (pr.)      | FC Santa Coloma         |
| 2007      | FC Santa Coloma       | 1-0            | FC Rànger's             |
| 2008      | FC Santa Coloma       | 2-0            | UE Sant Julià           |
| 2009      | UE Sant Julià         | 2-1            | FC Santa Coloma         |
| 2010      | UE Sant Julià         | 3-2 (pr.)      | FC Santa Coloma         |
| 2011      | UE Sant Julià         | 4-3            | FC Santa Coloma         |
| 2012      | FC Lusitanos          | 2-1            | FC Santa Coloma         |
| 2013      | FC Lusitanos          | 1-0            | UE Santa Coloma         |
| 2014      | UE Sant Julià         | 1-0            | FC Santa Coloma         |
| 2015      | FC Santa Coloma       | 1-1 (5-4 pen.) | UE Sant Julià           |
| 2016      | UE Santa Coloma       | 1-0            | FC Santa Coloma         |
| 2017      | FC Santa Coloma       | 1-0 (pr.)      | UE Santa Coloma         |
| 2018      | UE Sant Julià         | 2-1            | FC Santa Coloma         |
| 2019      | FC Santa Coloma       | 2-1            | UE Engordany            |
| 2020      | Inter Club d'Escaldes | 2-0            | FC Santa Coloma         |
| 2021      | Inter Club d'Escaldes | 2-1            | UE Sant Julià           |
| 2022      | Inter Club d'Escaldes | 2-1            | Atlètic Club d'Escaldes |
| 2023      | Inter Club d'Escaldes | 3-1            | Atlètic Club d'Escaldes |
| 2024      | UE Santa Coloma       | 2-1            | Inter Club d'Escaldes   |

## Títulos por club
| Club                    | Títulos | Subtítulos | Años campeón                             | Años subcampeón                                            |
| ----------------------- | ------- | ---------- | ---------------------------------------- | ---------------------------------------------------------- |
| FC Santa Coloma         | 7       | 10         | 2003, 2005, 2007, 2008, 2015, 2017, 2019 | 2004, 2006, 2009, 2010, 2011, 2012, 2014, 2016, 2018, 2020 |
| UE Sant Julià           | 6       | 5          | 2004, 2009, 2010, 2011, 2014, 2018       | 2003, 2005, 2008, 2015, 2021                               |
| Inter Club d'Escaldes   | 4       | 1          | 2020, 2021, 2022, 2023                   | 2024                                                       |
| UE Santa Coloma         | 2       | 2          | 2016, 2024                               | 2013, 2017                                                 |
| FC Lusitanos            | 2       | –          | 2012, 2013                               | –                                                          |
| FC Rànger's             | 1       | 1          | 2006                                     | 2007                                                       |
| Atlètic Club d'Escaldes | –       | 2          | –                                        | 2022, 2023                                                 |
| UE Engordany            | –       | 1          | –                                        | 2019                                                       |

## Títulos por parroquia
| Parroquia              | Títulos | Subtítulos | Clubes campeones                                                         |
| Andorra la Vieja       | 12      | 13         | FC Santa Coloma (7), FC Lusitanos (2), UE Santa Coloma (2), Rànger's (1) |
| San Julián de Loria    | 6       | 5          | UE Sant Julià (6)                                                        |
| Las Escaldas-Engordany | 4       | 4          | Inter Club d'Escaldes (4)                                                |